# Nigar Hanım
Nigar Hanım   (Istanbul, 1856 - Istanbul, 1918) Nigar Osman, tambe coneguda com a Nigâr Hanım, fou una poetessa turca otomana. És filla de Macar Osman Paşa (Osman Paixà l'hongarès), un refugiat de la Revolució de 1848 a Europa.

## Obres
Obres
Aks-i Seda (Tornaveu), 1909.
Tesir-i Aşk (Impressió d'amor)